# Episodi de Il medico di campagna (sedicesima stagione)
La sedicesima stagione della serie televisiva Il medico di campagna è stata trasmessa in anteprima in Germania dalla ZDF tra il 21 settembre 2007 e il 28 dicembre 2007.
| nº | Titolo originale        | Titolo italiano | Prima TV Germania | Prima TV Italia |
| -- | ----------------------- | --------------- | ----------------- | --------------- |
| 1  | Familienfragen          |                 | 21 settembre 2007 |                 |
| 2  | Geschäftsgebaren        |                 | 28 settembre 2007 |                 |
| 3  | Hals über Kopf          |                 | 5 ottobre 2007    |                 |
| 4  | Scheiden tut weh        |                 | 12 ottobre 2007   |                 |
| 5  | Stumme Wut              |                 | 19 ottobre 2007   |                 |
| 6  | Kein X für ein U        |                 | 26 ottobre 2007   |                 |
| 7  | Eine Frage der Geduld   |                 | 2 novembre 2007   |                 |
| 8  | Erste Hilfe             |                 | 9 novembre 2007   |                 |
| 9  | Hauptverhandlung        |                 | 16 novembre 2007  |                 |
| 10 | Der Traumprinz          |                 | 23 novembre 2007  |                 |
| 11 | Patient Roßwein         |                 | 30 novembre 2007  |                 |
| 12 | Mutter im Haus          |                 | 7 dicembre 2007   |                 |
| 13 | Junge Liebe, alte Liebe |                 | 14 dicembre 2007  |                 |
| 14 | Hoher Besuch            |                 | 21 dicembre 2007  |                 |
| 15 | Stippvisite             |                 | 28 dicembre 2007  |                 |